# Ben Roethlisberger
Ben Roethlisberger (født 2. marts 1982) er en tidligere quarterback for Pittsburgh Steelers, som han spillede for i hele sin karriere siden draften i 2004, hvor han blev valgt i 1. runde som 11. spiller. hans øgenavn er Big Ben.
Roethlisberger spillede college football på Miami University i Oxford, Ohio.
Roethlisberger førte i sin rookiesæson sit hold til en 15 – 1 sæson.
Efter et nederlag til New England Patriots i playoffs lovede Ben, at han ville få Steelers i Super Bowl året efter, hvilket han gjorde.
Året efter førte han sit hold til Super Bowl XL, hvor Steelers vandt over Seattle Seahawks. Med wide receiver Hines Ward som kampens MVP.
I Super Bowl XLIII gjorde Roethlisberger Pittsburgh Steelers til det mest vindende hold i NFL historien med seks sejre. 
Roethlisberger er den yngste QB der har vundet Super Bowl, og samtidig den første fra draftklassen i 2004, som bl.a. inkluderede Eli Manning og Philip Rivers, som vandt en Super Bowl-ring.